# コーリー・バーンズ
コーリー・ウェイド・バーンズ（Cory Wade Burns , 1987年10月9日 - ）は、アメリカ合衆国・アリゾナ州フェニックス出身の元プロ野球選手（投手）。右投右打。

## 経歴

### プロ入りとインディアンス傘下時代
2009年のMLBドラフト8巡目（全体245位）でクリーブランド・インディアンスから指名され、6月16日に契約。契約後、傘下のA-級マホーニングバレー・スクラッパーズでプロデビュー。
2010年はA級レイクカウンティ・キャプテンズでプレー。5月21日からはA+級キンストン・インディアンスでプレー。
2011年はAA級アクロン・エアロズに昇格。

### パドレス時代
2011年12月16日にアーロン・カニンガムとのトレードで、サンディエゴ・パドレスへ移籍した。
2012年は傘下のAAA級ツーソン・パドレスでプレー。8月3日にメジャー初昇格。翌4日のニューヨーク・メッツ戦に3番手投手として初登板を果たし、1.2回を無失点に抑えたが、翌5日にAAA級ツーソンへ降格。11日にはヒューストン・ストリートが故障者リスト入りしたため、代わりに昇格した。11月20日に戦力外となった。

### レンジャーズ時代
2012年11月28日にウィルフレド・ボスカンとのトレードで、テキサス・レンジャースへ移籍した。
2013年は傘下のAAA級ラウンドロック・エクスプレスで開幕を迎え、5月16日にメジャー昇格。この年は10試合に登板して1勝0敗・防御率3.18・5奪三振の成績を残した。
2014年2月17日にレンジャーズと1年契約に合意した。開幕後はAAA級ラウンドロックで20試合に登板して2勝2敗・防御率7.44・29奪三振の成績を残した。

### レイズ傘下時代
2014年6月30日にウェイバーでタンパベイ・レイズへ移籍した。移籍後は傘下のAA級モンゴメリー・ビスケッツで16試合に登板後、8月にAAA級ダーラム・ブルズへ昇格。AAA級ダーラムでは7試合に登板して2勝2敗1セーブ・防御率2.77・8奪三振の成績を残した。

### ブルージェイズ傘下時代
2014年9月28日にウェイバーでトロント・ブルージェイズへ移籍した。
2015年1月14日にDFAとなり、16日に40人枠を外れる形で傘下のAAA級バッファロー・バイソンズへ配属された。開幕後はAA級ニューハンプシャー・フィッシャーキャッツでプレーし、32試合に登板して2勝5敗2セーブ・防御率5.76・45奪三振の成績を残した。オフの11月6日にFAとなった。

### 独立リーグ時代
2016年3月15日に独立リーグ・アトランティックリーグのランカスター・バーンストーマーズと契約を結んだ。この年は55試合に登板して0勝3敗31セーブ・防御率2.17・60奪三振の成績を残した。

### メッツ傘下時代
2016年12月15日にメッツとマイナー契約を結び、2017年のスプリングトレーニングに招待選手として参加することになった。
2017年はAA級ビンガムトン・ランブルポニーズで36試合に登板して2勝2敗19セーブ、防御率4.02、AAA級ラスベガス・フィフティワンズで10試合に登板して0勝0敗、防御率6.75を記録した。オフの11月6日にFAとなった。この年限りで現役を引退した。 

## 詳細情報

### 年度別投手成績
| 年 度    | 球 団    | 登 板 | 先 発 | 完 投 | 完 封 | 無 四 球 | 勝 利 | 敗 戦 | セ 丨 ブ | ホ 丨 ル ド | 勝 率 | 打 者 | 投 球 回 | 被 安 打 | 被 本 塁 打 | 与 四 球 | 敬 遠 | 与 死 球 | 奪 三 振 | 暴 投 | ボ 丨 ク | 失 点 | 自 責 点 | 防 御 率 | W H I P |
| -------- | -------- | ----- | ----- | ----- | ----- | -------- | ----- | ----- | -------- | ----------- | ----- | ----- | -------- | -------- | ----------- | -------- | ----- | -------- | -------- | ----- | -------- | ----- | -------- | -------- | ------- |
| 2012     | SD       | 17    | 0     | 0     | 0     | 0        | 0     | 1     | 0        | 0           | .000  | 92    | 18.0     | 26       | 1           | 10       | 1     | 1        | 18       | 1     | 0        | 11    | 11       | 5.50     | 2.00    |
| 2013     | TEX      | 10    | 0     | 0     | 0     | 0        | 1     | 0     | 0        | 0           | 1.000 | 54    | 11.1     | 12       | 1           | 7        | 2     | 1        | 5        | 2     | 0        | 4     | 4        | 3.18     | 1.68    |
| MLB：2年 | MLB：2年 | 27    | 0     | 0     | 0     | 0        | 1     | 1     | 0        | 0           | .500  | 146   | 29.1     | 38       | 2           | 17       | 3     | 2        | 23       | 3     | 0        | 15    | 15       | 4.60     | 1.88    |

### 背番号
- 61（2012年）
- 57（2013年）